# Gapán
Gapán (Lungsod ng Gapan), también conocido como Gapang, es una ciudad filipina de cuarta categoría, situado en la parte central de la isla de Luzón. Forma parte del Cuarto Distrito Electoral de la provincia de Nueva Écija situada en la Región Administrativa de Luzón Central, también denominada Región III.

## Geografía
Gapán es conocida como la Capital del Calzado del Norte, siendo uno de los graneros del arroz de Filipinas.

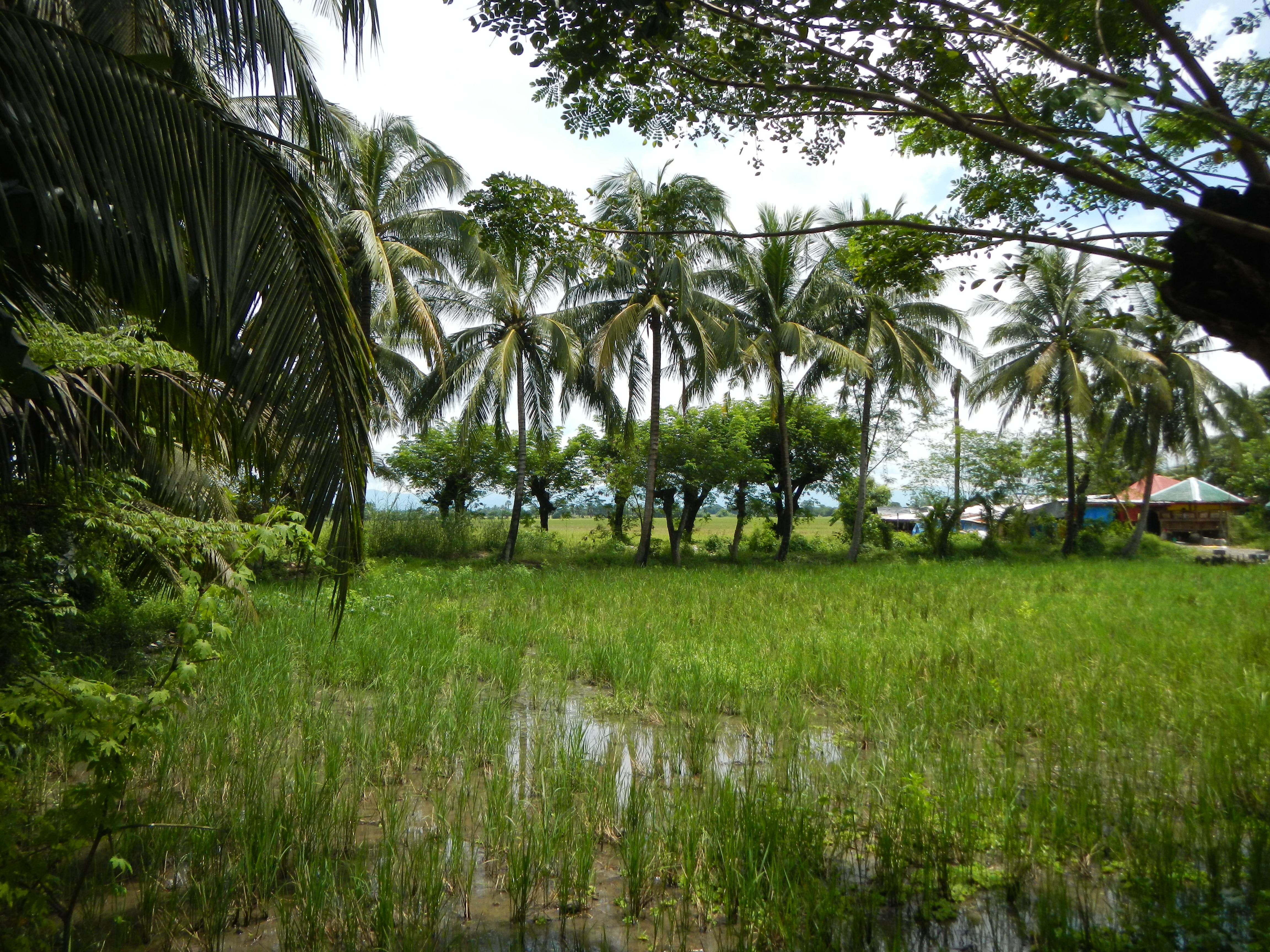
Arrozales en Gapang.

Ciudad situada el al sur de la provincia en el límite con la provincia de Bulacán, municipio de San Miguel. También linda al norte limita con los municipios de San Leonardo y de Peñaranda; al este con el de General Tinio; y al oeste con el de San Isidro.

"...GAPAN ó GAPANG: hállase SIT . en los 124° 59' 10" long., 15° 21' lat., en terreno llano , orilla izq. del r. que toma el nombre del pueblo: su CLIMA es
templado y saludable...."

"...El TERM. confina por N. con el de Cabanatúan (dist. 2 5/4 leg.); por S. con San Miguel de Mayumo (dist. 4 leg.); por 0. con la prov. de la Pampanga; y por E. con la gran cord. de montes , que se estiende de N. á S. por la prov. de Nueva-Ecija...."
Manuel Buzeta y Felipe Bravo.

### Barangays
El municipio de Gapán se divide, a los efectos administrativos, en 23 barangayes o barrios, conforme a la siguiente relación:
| - Balante - Bayanihan - Bulak - Bungo - Kapalangán - Mabuga | - Maburak - Macabaklay - Mahipon - Punot - Malimba - Mangino | - Marelo - Pambuán - Parcutela - Puting Tubig - San Lorenzo - San Nicolás | - Baluarte de San Roque - San Vicente - Santa Cruz - Santo Cristo del Norte - Santo Cristo del Sur - Santo Niño |  |

### Demografía
A mediados del siglo XIX, año de 1845,  contaba con 17.405 almas, de las cuales 3.048 contribuían con 50.480 reales de plata, equivalentes a 76.200 reales de vellón.

## Historia
Fundada en 1595 en el lugar conocido como Ibon , Gapán es la ciudad más antigua de Nueva Ecija y una de las más antiguas de Filipinas. Su término alcanzaba por el norte hasta la ciudad de Cabanatúan que se separó en 1750; Sierra Madre por el Este; San Miguel de Bulacán  y Candaba en La Pampanga en occidente.

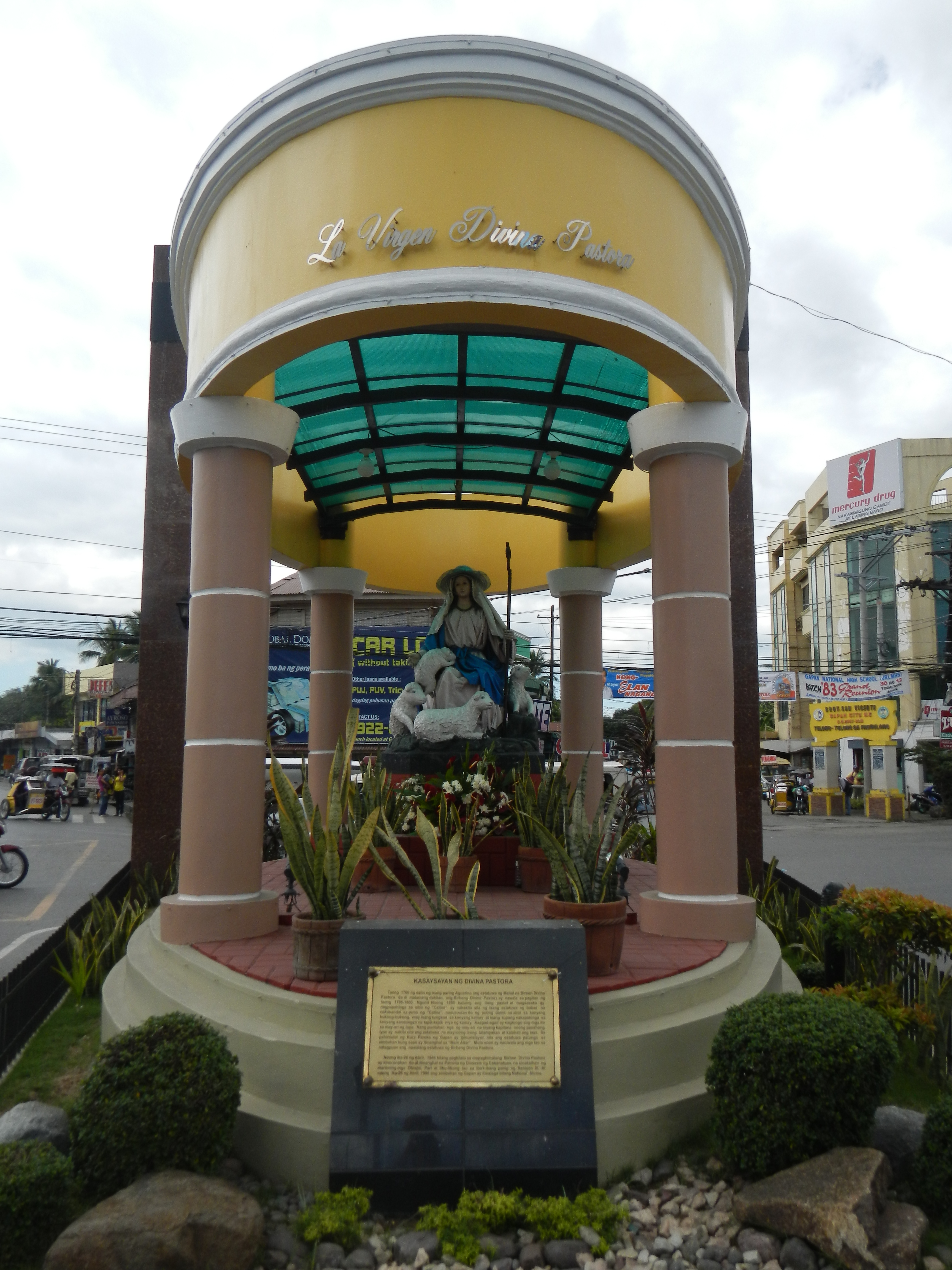
Welcome Arch and Divina Pastora

A mediados del siglo XIX era pueblo con cura y gobernadorcillo que formaba parte de la provincia de Nueva-Ecija y a la diócesis del Arzobispado de Manila, En aquel entonces contaba con los siguientes barrios:
| - San Nicolás - Santo Cristo - Santa Cruz - San Roque | - San Vicente - San Lorenzo - Paombong - Mapisong | - Rio-Chico - Calim - Papaya - Manicling | - Tambó - Nieves - San Antón - Castellano |  |

y Manbanuang, este último era el más alejado, a más de dos horas.

"...Fué fundado en 1595, y en el día tiene como unas 2,900 casas, en general de sencilla construcción, aunque la importancia que ha dado á este pueblo la considerable factoría de tabacos establecida en él , ha hecho que se hayan construido bastantes de piedra y tabla..."

"... La casa Factoría es un buen edificio de piedra, grande y cómodo, en el cual viven el factor y sus dependencias: con motivo de este establecimiento suele haber bastantes españoles, cuyo gusto ha contribuido no poco á la mejora del pueblo..."

"...También son notables entre los edificios de éste, la casa parroquial y la llamada
tribunal ó de justicia, en la cual está la cárcel. Hay escuela de primeras letras,
dotada délos fondos de comunidad, y es bastante concurrida; la igl. parr. es de buena
fábrica , está bajo la advocación de los Santos Reyes , y se halla servida por un cura
regular..."

"...Próximo á la igl. se halla el cementerio, en buena situación y ventilado.
Comunícase este pueblo con sus inmediatos por medio de caminos regulares , y recibe
de Cabanaluan, cab. de la prov., el correo semanal establecido en la isla..."
Manuel Buzeta y Felipe Bravo 

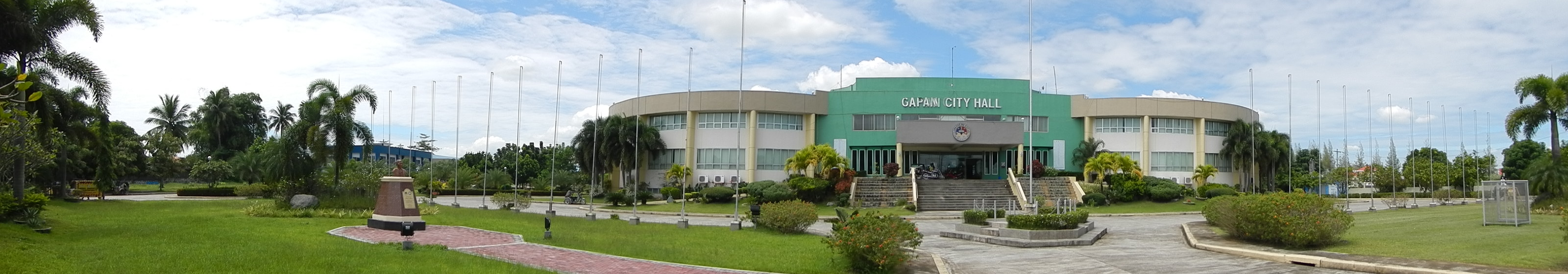
Casas Consistoriales de Gapán.

A lo largo del tiempo de su territorio se fueron desgajando varios municipios:  Peñaranda, General Tinio y San Leonardo, antes conocido por Manikling. La imagen de su patrona, la Divina Pastora, se venera en el barrio de Callos, en Peñaranda.

### Sublevación de 1646
El año 1646 sus naturales se alborotaron, y durante mucho tiempo tuvieron alarmados todos los pueblos de la comarca por las fechorías que cometieron con varios indios de los que se mantuvieron fieles, y solo después de mucho tiempo, merced a los esfuerzos y celo verdaderamente apostólico de Diego Tamayo, cura de este pueblo, y de Fray Juan de Abarca, quienes penetraron en la fragosidad de los montes donde aquellos se hallaban refugiados, y pudieron reducirlos de nuevo á la vida civil.

## Patrimonio
Iglesia parroquial católica bajo la advocación de los Santos Reyes.

## Personajes ilustres
- General Mariano Llanera, capitán municipal de Cabiao, protagonista del Grito de Nueva Écija acaecido en  Cabiao.
- General Pantaleón Valmonte, capitán municipal de Gapán que, junto con el general Mariano Llanera, protagonizó el  "Primer Grito de Nueva Ecija"  el 2 de septiembre de 1896.